# Daredevil (série de televisão)
Daredevil (Br/Prt: Demolidor) é uma série de televisão estadunidense criada para a Netflix por Drew Goddard baseada no personagem de mesmo nome, da Marvel Comics. Ela situa-se e partilha dos acontecimentos dos filmes do Universo cinematográfico da Marvel. É a primeira de quatro séries que levou quatro heróis a se juntarem numa minissérie denominada Os Defensores (no original, The Defenders). Marvel's Daredevil é produzido pela divisão Marvel Television numa associação com a ABC Studios, a DeKnight Productions e a Goddard Textiles, com Steven S. DeKnight sendo o showrunner da primeira temporada. Na segunda, Doug Petrie e Marco Ramirez assumiram o posto, e Goddard ficou como consultor.
Charlie Cox estrela como Matt Murdock, o Demolidor, um advogado cego que combate o crime à noite. Demolidor entrou em desenvolvimento no final de 2013, um ano após os direitos cinematográficos do personagem terem sido revertidos para Marvel, com Goddard inicialmente contratado em dezembro deste ano. DeKnight substituiu-o como showrunner e Cox foi contratado para estrelar em maio de 2014, com Deborah Ann Woll, Elden Henson e Rosario Dawson também estrelando, enquanto Jon Bernthal, Élodie Yung e Stephen Rider se juntaram ao elenco na segunda temporada. As filmagens aconteceram em Nova York, em áreas que ainda têm a aparência do antigo bairro Hell's Kitchen.
Os episódios da primeira e segunda temporada da série estão disponíveis no website de streaming da Netflix desde 10 de abril de 2015 e 18 de março de 2016, respectivamente, com todos eles recebendo aclamação da crítica e elogios por suas intensas sequências de ação, boas atuações, e o tom mais obscuro abordado em comparação com outras obras deste universo fictício.
Em 29 de novembro de 2018, a Netflix cancelou a série após três temporadas.

## Sinopse
Advogado durante o dia, Matt Murdock usa à noite seus sentidos aguçados, adquiridos em um acidente na infância que lhe deixou cego, para combater o crime nas ruas de Hell's Kitchen, bairro onde cresceu em Nova York. A primeira temporada vê Wilson Fisk travando uma guerra de gangues com os russos e procura ascender seu poder político. Mesmo sem recursos, Murdock e seus aliados devem expor a verdadeira identidade de Fisk e derrotá-lo. Na segunda temporada, Murdock continua a equilibrar a vida como advogado e vigilante, enquanto cruza caminhos com Frank Castle, um vigilante com métodos muito mais mortais, assim como o retorno de sua ex-namorada – Elektra Natchios. Já na terceira temporada, Murdock tem que lidar com conflitos internos. A temporada se passa logo após os eventos de Os Defensores e conta com a volta de Wilson Fisk como antagonista, além de apresentar outro vilão de peso do Demolidor nos quadrinhos, o Mercenário.

### Elenco Convidado

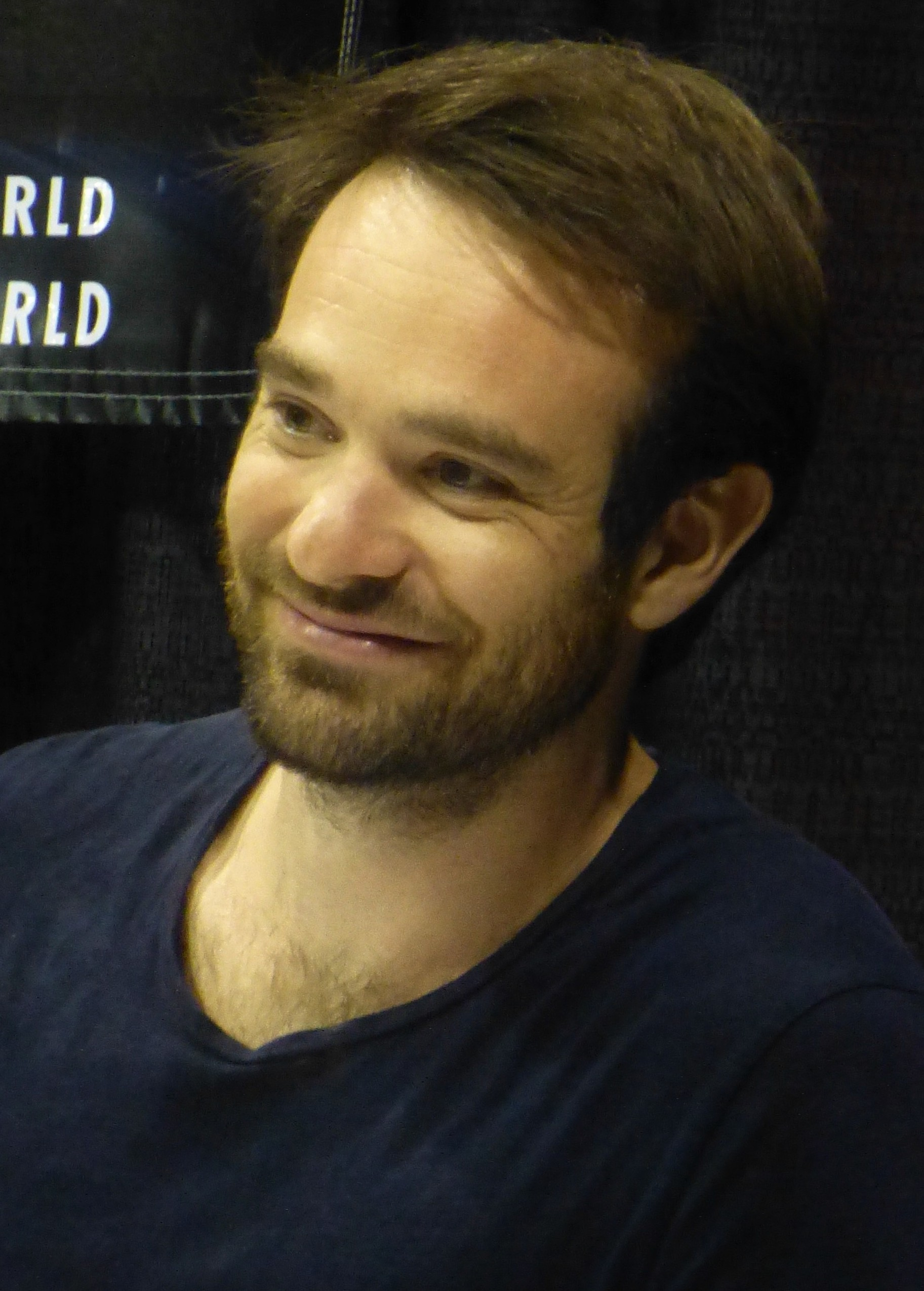
Charlie Cox Matthew Murdock
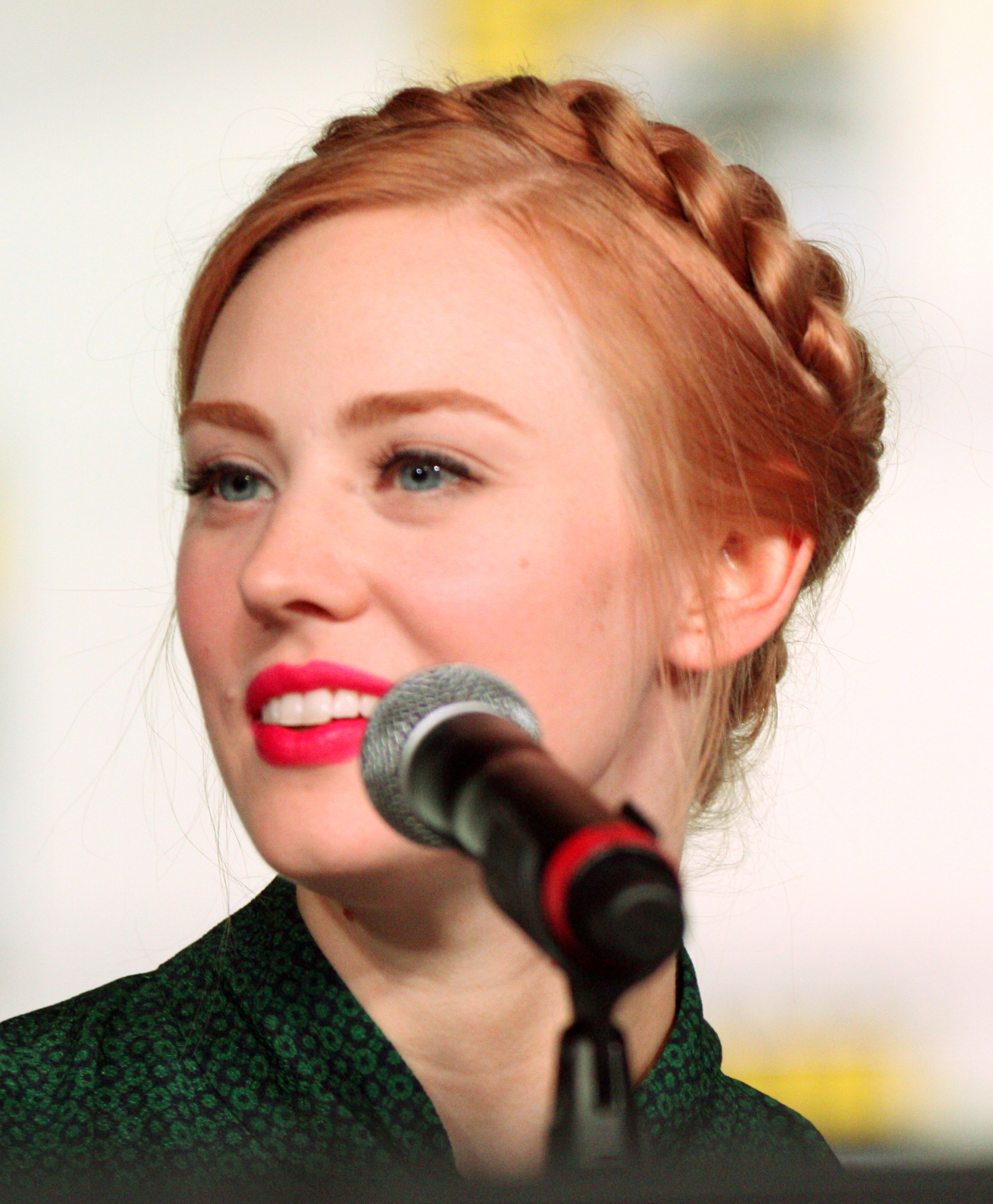
Deborah Ann Woll Karen Page
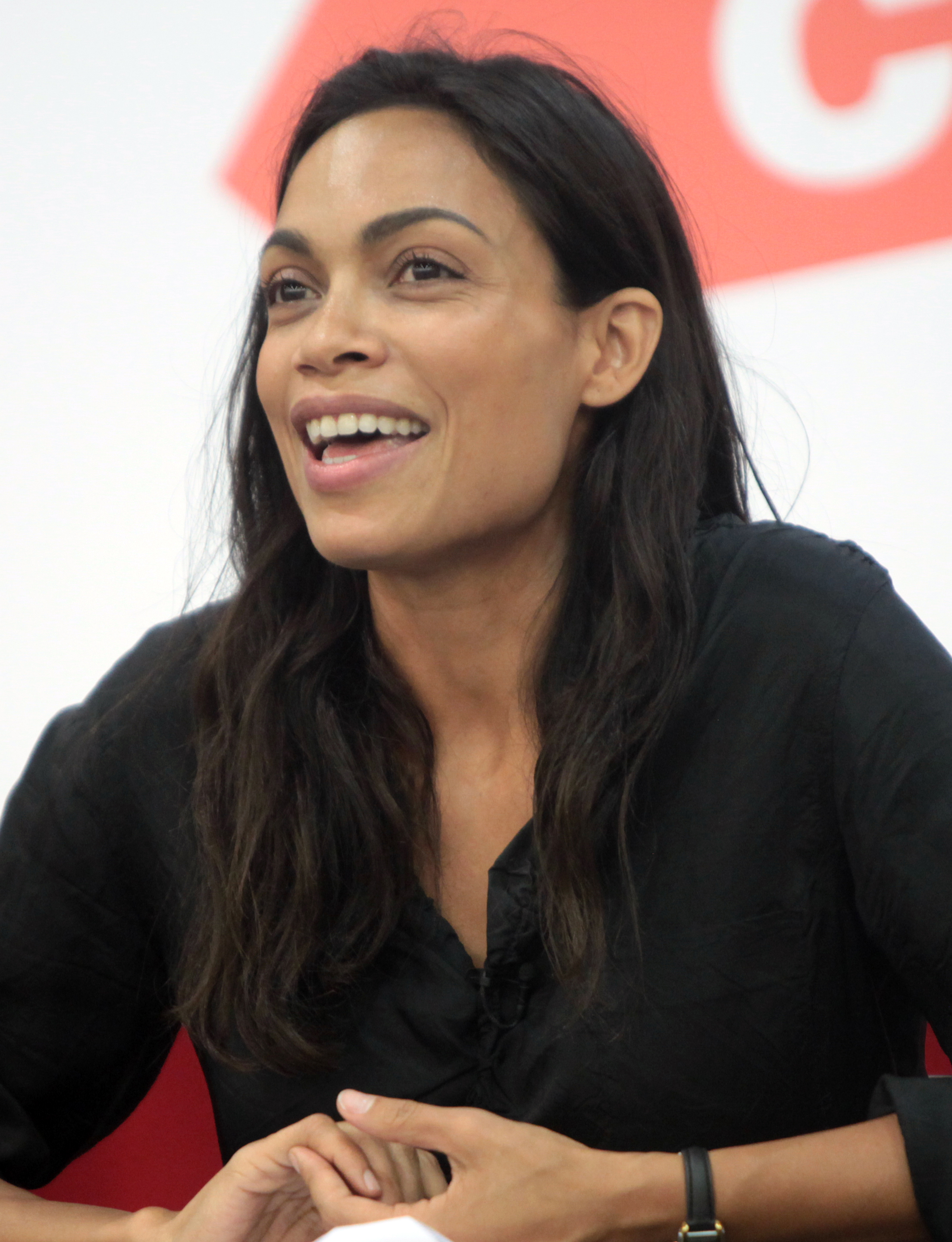
Rosario Dawson Claire Temple
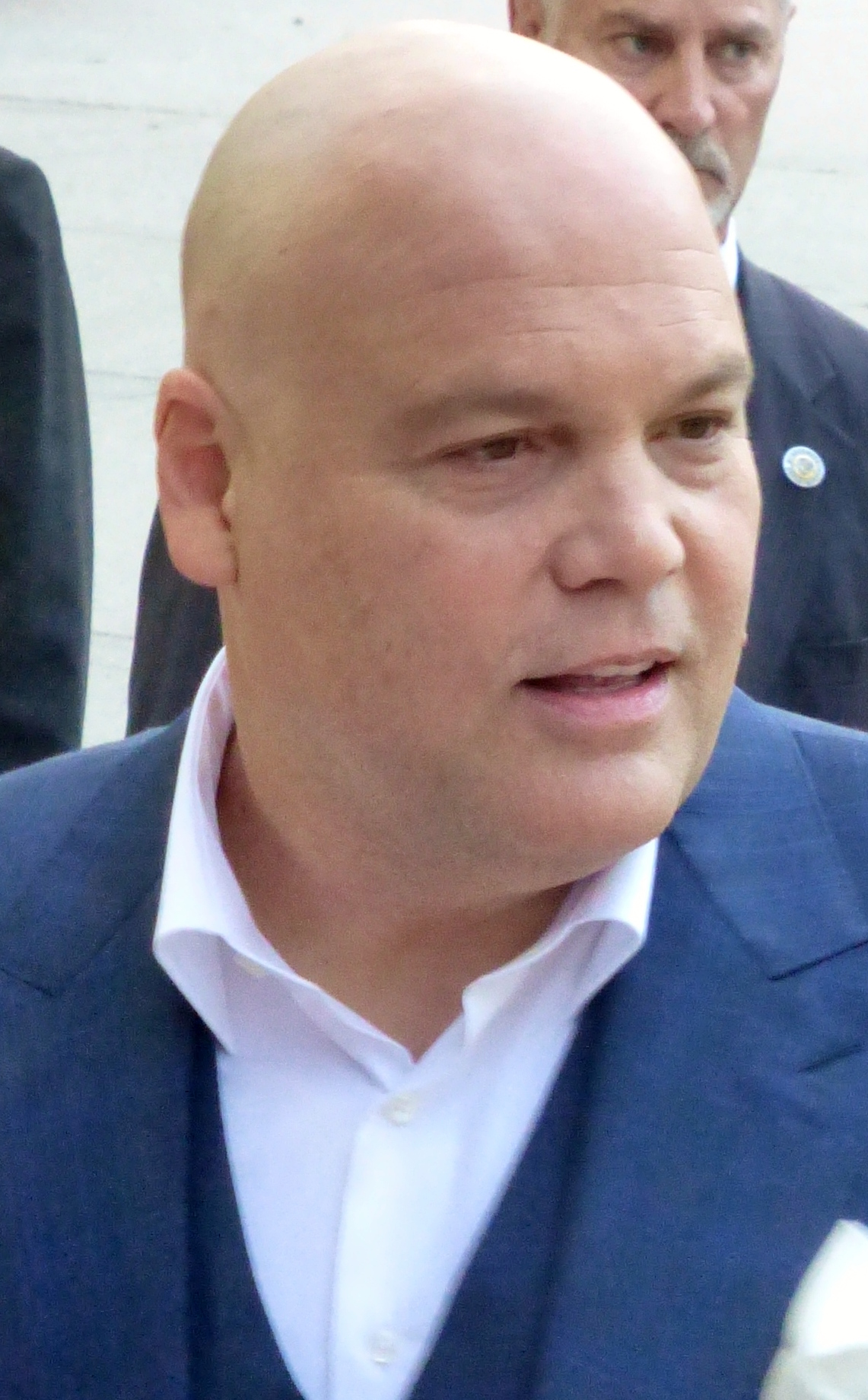
Vincent D'Onofrio Wilson Fisk
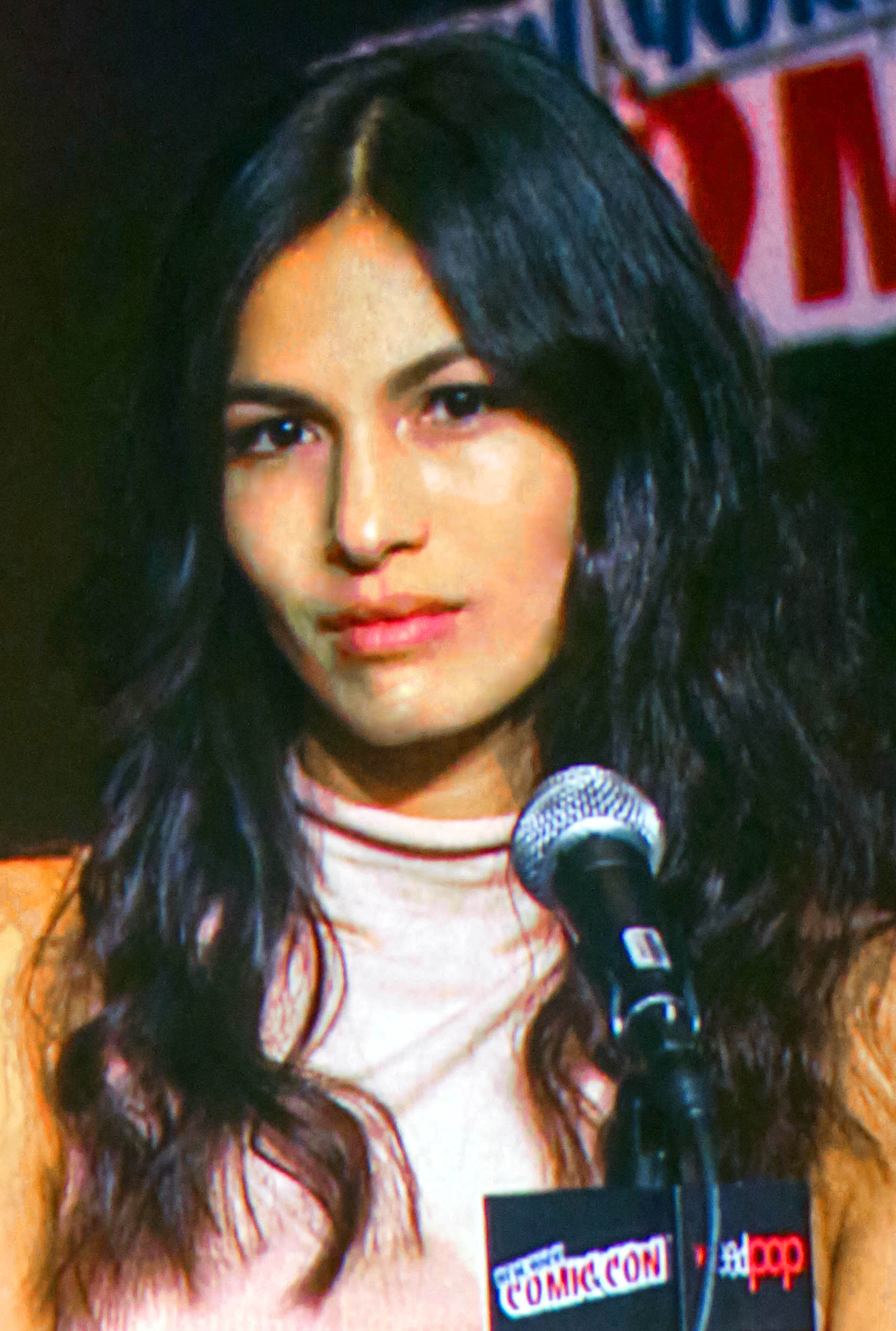
Élodie Yung Elektra Natchios
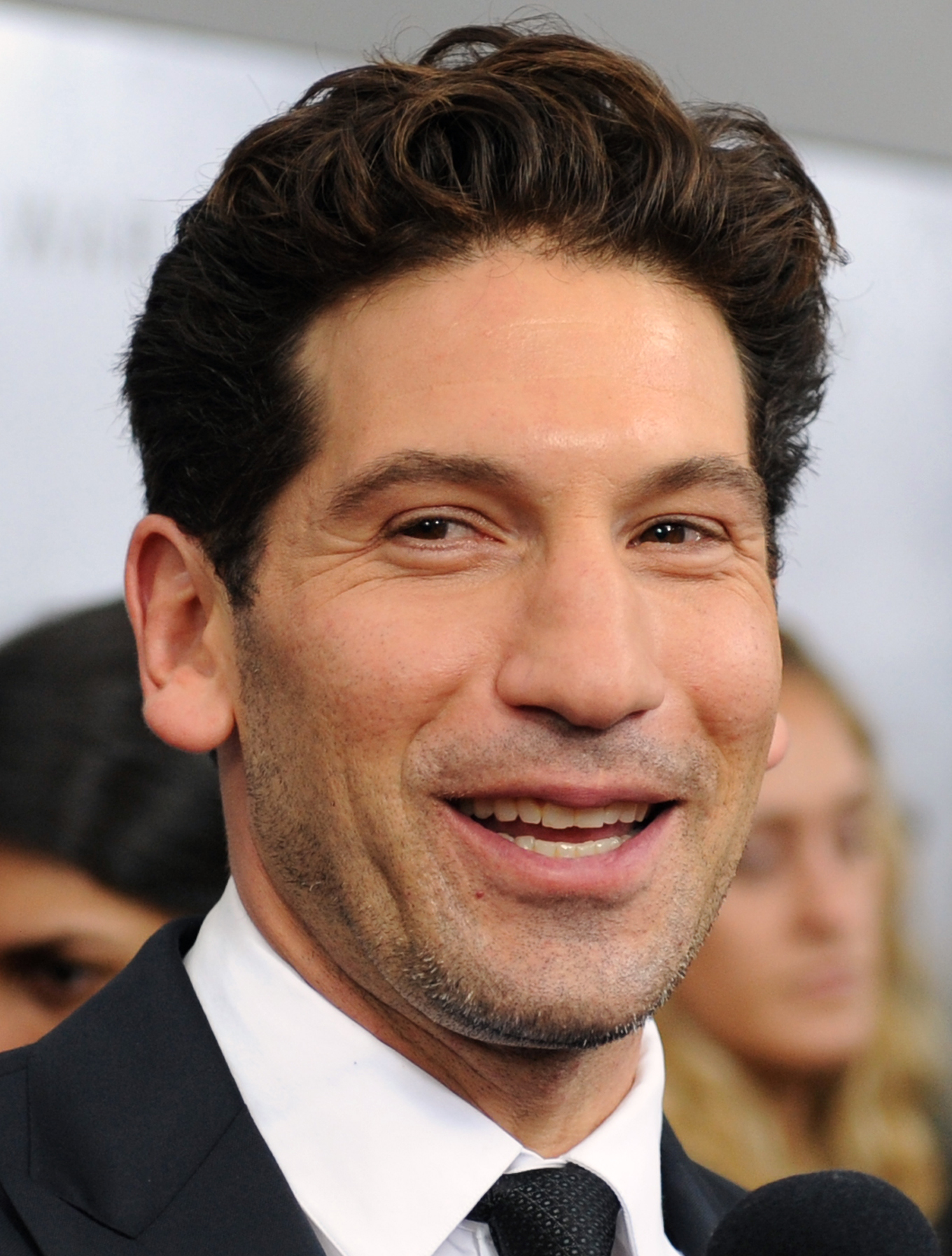
Jon Bernthal Frank Castle

## Elenco e Personagens
| Ator/Atriz         | Personagem                     | Temporadas     | Temporadas     | Temporadas     | Dublador(a)                                                    |
| Ator/Atriz         | Personagem                     | 1ª             | 2ª             | 3ª             | Dublador(a)                                                    |
| Elenco regular     | Elenco regular                 | Elenco regular | Elenco regular | Elenco regular | Elenco regular                                                 |
| ------------------ | ------------------------------ | -------------- | -------------- | -------------- | -------------------------------------------------------------- |
| Charlie Cox        | Matt Murdock/Demolidor         | Regular        | Regular        | Regular        | Philippe Maia                                                  |
| Deborah Ann Woll   | Karen Page                     | Regular        | Regular        | Regular        | Flávia Saddy                                                   |
| Elden Henson       | Franklin "Foggy" Nelson        | Regular        | Regular        | Regular        | Felipe Drummond                                                |
| Vincent D'Onofrio  | Wilson Fisk/Rei do Crime       | Regular        | Regular        | Regular        | Mauro Ramos (até 2° temporada) /Guilherme Lopes (3° temporada) |
| Rosario Dawson     | Claire Temple                  | Regular        | Regular        |                | Mônica Rossi                                                   |
| Vondie Curtis-Hall | Ben Urich                      | Regular        |                |                | Luiz Carlos Persy                                              |
| Toby Leonard Moore | James Wesley                   | Regular        |                |                | Raphael Rossatto                                               |
| Bob Gunton         | Leland Owsley                  | Regular        |                |                | Leonardo José                                                  |
| Ayelet Zurer       | Vanessa Marianna               | Regular        |                | Regular        | Luisa Palomanes                                                |
| Élodie Yung        | Elektra Natchios               |                | Regular        |                | Teline Carvalho                                                |
| Jon Bernthal       | Frank Castle / Justiceiro      |                | Regular        |                | Reginaldo Primo                                                |
| Stephen Rider      | Blake Tower                    |                | Regular        | Regular        | Thadeu Matos                                                   |
| Joanne Whalley     | Maggie Grace                   |                |                | Regular        | Marisa Leal                                                    |
| Jay Ali            | Ray Nadeem                     |                |                | Regular        | Marcos Souza                                                   |
| Wilson Bethel      | Benjamin Poindexter/Mercenário |                |                | Regular        | Nando Lopes                                                    |
| Elenco Recorrente  |                                |                |                |                |                                                                |
| Royce Johnson      | Brett Mahoney                  | Recorrente     | Recorrente     | Recorrente     | Duda Ribeiro1                                                  |
| Peter Shinkoda     | Nobu                           | Recorrente     | Recorrente     |                | Mário Jorge de Andrade                                         |
| Matt Gerald        | Melvin Potter                  | Recorrente     | Recorrente     | Recorrente     | Milton Parisi                                                  |
| Wai Ching Ho       | Gao                            | Recorrente     | Participação   |                | Maria Helena Pader                                             |
| Peter McRobbie     | Padre Lantom                   | Recorrente     | Participação   | Recorrente     | Carlos Seidl                                                   |
| Amy Rutberg        | Marci Stahl                    | Recorrente     | Participação   | Recorrente     | Hannah Buttel²                                                 |
| Nikolai Nikolaeff  | Vladmir Ranskahov              | Recorrente     |                |                | Thadeu Mattos                                                  |
| Scott Glenn        | Stick                          | Participação   | Recorrente     |                | Júlio Chaves                                                   |
| Michelle Hurd      | Samantha Reyes                 |                | Recorrente     |                | Sarito Rodrigues                                               |
| Elenco Convidado   |                                |                |                |                |                                                                |
| Carrie-Anne Moss   | Jeri Hogarth                   |                | Convidada      |                | Melise Maia                                                    |

↑1  Luiz Fernando Boissom dublou Brett Mahoney na primeira temporada.

- Charlie Cox
Matthew Murdock
- Deborah Ann Woll
Karen Page
- Rosario Dawson
Claire Temple
- Vincent D'Onofrio
Wilson Fisk
- Élodie Yung
Elektra Natchios
- Jon Bernthal
Frank Castle

### Dublagem Brasileira
- Estúdio: MG Estúdios
- Direção: Mário Jorge de Andrade
- Tradução: Millena Ribeiro

## Produção
Em 23 de Abril de 2013, Kevin Feige, presidente da Marvel Studios, confirmou que os direitos cinematográficos do Demolidor foram revertidos da 20th Century Fox para a Marvel em outubro de 2012, permitindo o personagem ser usado dentro do Universo Cinematográfico Marvel. Conforme explicado por Jeph Loeb, chefe da Marvel Television, em abril de 2015, a Marvel Studios tinha "primazia" sobre o personagem já que que os direitos tinha revertido, mas logo foi decidido que o personagem poderia ser uma propriedade de televisão. Em outubro de 2013, Deadline informou que a Marvel estava preparando quatro séries dramáticas e uma minissérie, num total de 60 episódios, para oferecer a serviços sob demanda e canais por assinatura, com Netflix, Amazon e WGN America expressando interesse. Algumas semanas depois, Marvel e Disney anunciou que iria fornecer Netflix com séries em live-action centrada em torno de Demolidor, Jessica Jones, Punho de Ferro e Luke Cage, que levam a uma minissérie baseada nos Defensores. Este formato foi escolhido devido ao sucesso de Os Vingadores, para o qual os personagens de Homem de Ferro, Hulk, Capitão América e Thor foram todos introduzidos separadamente antes de serem unidos no filme.
Em dezembro de 2013, Drew Goddard foi contratado para servir como produtor executivo e showrunner de Demolidor.

### Escrita
Sobre a escolha de escrever o personagem e desenvolver a série inicialmente, Goddard disse: "Com Matt Murdock, eu tive uma espécie de conexão pessoal com o personagem que era meio ‘Eu tenho que fazer isso’, eu não quero – eu chamo de ‘karaokê dos super-heróis’.  Eu não quero ser o cara que pega os quadrinhos e joga na tela. Eu acho que nosso trabalho é fazer como se fosse nosso arco. Se fosse escritor de quadrinhos, você não iria simplesmente recontar a história de alguém. Você pegaria aquilo e levaria além.” Em agosto de 2014, ao falar sobre a série em comparação com o filme de 2003, Ted Sarandos, diretor de conteúdo do Netflix, disse: "A série não vai ter medo de entrar em questões mais sombrias, coisa que o filme jamais fez. O que mais gostamos desses heróis escolhidos é que eles são muito 'terrenos', e lidam com questões cotidianas, coisas do dia-a-dia, crimes nas ruas e não nas nuvens, no espaço". Baseando-se nisto, DeKnight disse:"É um pouco mais ousado e duro do que a Marvel fez antes, mas não estamos fazendo algo extremamente violento ou com nudez gratuita, nem nada assim. A história não exige isso, e eu acho que ela sofreria se nós levássemos as coisas tão longe assim." Loeb indicou depois que, "não há pessoas voando pelo céu. Não há martelos mágicos. Nós sempre tivemos em mente que esse é um drama sobre crime em primeiro lugar e uma série de super-heróis em segundo lugar." Além dos quadrinhos, DeKnight inspirou-se em The French Connection, Um Dia de Cão e Taxi Driver, e afirmou que Demolidor "está mais para The Wire do que uma série de TV clássica de super-heróis."

### Escolha do elenco
No final de Maio de 2014, Charlie Cox foi escalado como Demolidor. A ideia de lançar Cox como Demolidor veio de Quesada em 2012, antes da Marvel Studios ganhar os direitos sobre o personagem da 20th Century Fox. Em 10 de junho , a Marvel anunciou que Vincent D'Onofrio iria interpretar Wilson Fisk na série, e em 20 de junho, Rosario Dawson juntou-se ao elenco. Alguns dias depois, Elden Henson foi escalada como Foggy Nelson, enquanto em 17 de julho, Deborah Ann Woll foi escalada como Karen Page. Em 11 de outubro, o papel de Dawson foi revelado ser Claire Temple, um personagem semelhante a de Enfermeira da Noite, enquanto Ayelet Zurer, Bob Gunton, Toby Leonard Moore e Vondie Curtis-Hall entrou para a série como Vanessa Marianna, Leland Owlsley, Wesley e Ben Urich, respectivamente.
Em Junho de 2015, a Marvel anunciou que Jon Bernthal foi escalado como Frank Castle / Justiceiro na segunda temporada. No mês seguinte, Élodie Yung foi escalada como Elektra Natchios, um personagem que já havia sido mencionado na primeira temporada. Em setembro de 2015, Stephen Rider se juntou ao elenco no papel de Blake Tower.
No processo de seleção, DeKnight afirmou que "Você apenas tem que esperar encontrar o caminho certo. Felizmente o nosso elenco se reuniram, e eu não poderia ter ficado mais feliz. Ninguém nunca corresponde perfeitamente o que está na sua cabeça. Para mim, a coisa mais importante não é se eles são ou não parte, mas se eles se sentem parte." Laray Mayfield e Julie Schubert serviram como diretores de elenco da série.

### Filmagens
As filmagens da série se passam na cidade de Nova York, em áreas de Brooklyn e Long Island City, que ainda têm a aparência do antigo bairro Hell's Kitchen, além de soar trabalho de palco. Quesada comentou: "É como se a Marvel estivesse tomando posse de Nova York, dizendo que é daqui que nós somos, que este é o nosso universo, que foi aqui que tudo isso começou”. A produção tem um cronograma de filmagens de oito dias por episódio. Sobre a sensação da série, DeKnight declarou: "Nós estamos indo para uma corajosa Nova York dos anos 1970, essa é a pegada da série. Nós amamos a mistura de beleza e decadência da cidade desta época, com o bairro de Hell’s Kitchen sendo um lugar horrível e bonito ao mesmo tempo. É por isso que Matt Murdock ama tanto esse bairro e quer protegê-lo."  As seqüências de ação da série tem inspiração dos filmes The Raid.

### Efeitos visuais
Efeitos visuais da série foram concluídos pelo estúdio Shade VFX de Nova York. Bryan Goswin serve como supervisor de efeitos visuais.

### Música
Foi revelado que John Paesano estava compondo a música para a série em outubro de 2014. O tema principal da série, que foi co-composto por Braden Kimball, é derivado da demonstração original de Paesano para a série, que apresentou durante o processo de testes. Paesano disse que é incomum para este tipo de material ser incorporado em uma pontuação final deste. A trilha sonora da primeira temporada foi lançada no iTunes em 27 de abril de 2015.

## Lançamento
Daredevil ficou disponível na Netflix até 28 de fevereiro de 2022.
Daredevil, juntamente com as outras séries da Marvel/Netflix, deixaram o catálogo da Netflix em 1º de março de 2022, devido à licença da Netflix para o término da série e à recuperação dos direitos dos personagens pela Disney. Todas as séries produzidas pela Marvel Television que estavam na Netflix passaram a integrar o catálogo do Disney+ em alguns territórios em 16 de março de 2022. Foi confirmado que em 29 de junho, todas as séries da Marvel/Netflix, serão adicionadas ao catálogo do Disney+ na América Latina, com isso a região terá novos controles parentais para que os novos conteúdos +16 e +18 possam ser acessados.

### Marketing
Disney Consumer Products criou uma pequena linha de produtos para atender a um público mais adulto, tendo em conta o tom mais ousado da série.

## Recepção
Demolidor recebeu ampla aclamação da crítica especializada. O Rotten Tomatoes, site que agrega avaliações profissionais, ratificou um índice de aprovação de 98% por parte de especialistas, com uma classificação média de 8/10 baseando-se em 51 comentários destinados à primeira temporada. O consenso crítico do site diz: "Com uma narrativa de origem firme e fiel, alta qualidade de produção, e um toque dramático "não-nonsense", Demolidor destaca-se muito por contar uma história de super-herói arteiro e eficaz, usando um procedimento corajoso, e uma aventura de ação emocionante." No Metacritic, com base em 21 avaliações, alcançou uma pontuação de 75/100. Já Brian Lowry, do Variety, em comentários para os cinco primeiros episódios do seriado, disse: "A série nos reflete o desejo de nos mostrar hábitos de um lado mais escuro, mais ousado, e mais maduro do universo da Marvel. Em comparação com a experiência proporcionada pela Marvel com Agents of S.H.I.E.L.D., da ABC, ao operar no mundo da Netflix, que é somente reproduzir e ver, a empresa claramente se liberta, com os títulos permitindo que as empresas de banda desenhada atendam aos fãs conhecedores sem a necessidade de se preocupar muito com a atração dos não iniciados no ramo. Junto dessa medida, a Marvel vem astutamente expandindo seu portfólio, e a Netflix elevou seu quociente de mostrar o que tem com um segmento extremamente leal com consumidores". Matt Patches do Esquire adicionou que "o seriado reformula exteriores com seu alto teor de obscuridade, um splash page e a estética de Iron Man, Thor e Captain America com uma postura neo-noir. Goddard e DeKnight banham Demolidor nas sombras e sangue, além de seu ar melancólico disposto a quebrar alguns ossos, o que lembra os filmes do Batman de Christopher Nolan". Ele também elogiou as atuações de Cox e D'Onofrio, mas criticou a subtrama envolvendo Nelson e Page. Ainda acrescentou: "Demolidor leva cinco episódios para fazer o que poderia fazer em três, um problema que poderia inviabilizar grandes audiências".
Victoria McNally da MTV sentiu que as sequências de luta no início dos episódios foram "maravilhosamente filmadas" e gostou da pouca apresentação de CGIs, ao mesmo tempo, chamando Henson (Foggy Nelson), de "perfeitamente moldado e infinitamente divertido". Eric Eisenberg do Cinema Blend também teve pensamentos positivos sobre os episódios iniciais, dizendo: "os primeiros cinco [episódios] estabelecem uma base tão epicamente emocionante e chocante que é realmente difícil imaginar as coisas tomarem um rumo negativo [no final dos oito]. É inteligente, divertido e tem momentos tão chocantes que você vai ter que reprimir gritos. Basta dizer, Marvel e Netflix tem um outro grande vencedor em suas respectivas placas", além de elogiar a atuação. Falando dos dois primeiros episódios, Mark Hughes da Forbes ressaltou um louvor adicional, dizendo: "Muito simples, Demolidor é um dos maiores live-action da história de origem de um super-herói já feito. Ele está num nível igual ou superior aos verdadeiros super-heróis. Se equipara a legítimos filmes de origem, como Batman Begins, Iron-Man, e Superman: The Movie. Os episódios são como mini filmes, e tomados em conjunto os dois primeiros episódios poderiam ter sido lançado quase como está - com apenas alguns pequenos ajustes para adicionar um pouco de senso de escala de cinema - e ele já teria sido aclamado como um dos melhores filmes da Marvel até agora".

## Universo Cinematográfico da Marvel (UCM)
Os acontecimentos da série Demolidor supostamente ocorrem no mesmo universo da Marvel apresentado nos cinemas, porém, não há referências explícitas, apenas easter eggs e citações que nos fazem perceber que se trata do ataque alienígena a Nova York presenciado em Os Vingadores (2012). Apesar disso, a história (enredo) não sofre nenhuma influência dos acontecimentos dos filmes da franquia. A série, no entanto, tem ligação direta com as demais séries lançadas pela parceria Marvel/Netflix. Demolidor é a primeira de quatro séries que culminam na minissérie Os Defensores, seguida de Jessica Jones, Luke Cage e Punho de Ferro.
Em junho de 2020, Cox foi contatado pelo presidente da Marvel Studios, Kevin Feige, para reprisar seu papel nas produções do Universo Cinematográfico Marvel (UCM), da Marvel Studios, com Feige confirmando em dezembro de 2021 que Cox voltaria o papel. Ele apareceu no filme Spider-Man: No Way Home (2021), enquanto Vincent D'Onofrio reprisou seu papel como Wilson Fisk na série Hawkeye (2021). Daredevil foi transferida da Netflix para o Disney+ em março de 2022, depois que a licença da série na Netflix terminou e a Disney recuperou os direitos.
Em Outubro de 2022, o personagem Demolidor teve participação especial na série Mulher-Hulk: Defensora de Heróis. Em seu site oficial, a Marvel confirmou que o personagem é o mesmo que o público conheceu ao longo dos anos, mais uma vez interpretado por Charlie Cox, retornando ao papel. A participação trouxe referências à série da Netflix, como a música tema sendo tocada e uma cena no corredor, um local que lembra as cenas habitualmente vistas na série da Netflix e que fizeram sucesso.
Durante a San Diego Comic-Con 2022, foi anunciada a série Daredevil: Born Again, que terá Charlie Cox, Vincent D'Onofrio e Jon Bernthal, todos retornando aos seus papéis das séries da Netflix, e foi revelado que terá 18 episódios em sua primeira temporada.
Em 2024, após anos de dúvidas, a Marvel confirmou oficialmente que a série Daredevil e as demais produções em parceria com a Netflix fazem parte do cânone oficial do Universo Cinematográfico Marvel.

## Episódios
| Temporada | Temporada | Episódios | Episódios | Originalmente lançado |
| --------- | --------- | --------- | --------- | --------------------- |
|           | 1         | 13        | 13        | 10 de abril de 2015   |
|           | 2         | 13        | 13        | 18 de março de 2016   |
|           | 3         | 13        | 13        | 19 de outubro de 2018 |

## Spin-off
Em janeiro de 2016, antes da estreia de Bernthal como vigilante armado Frank Castle / Justiceiro na segunda temporada, Netflix estava em "desenvolvimento muito precoce" de uma série spin-off intitulada O Justiceiro, e estava procurando um showrunner. A série é centrada em Bernthal como Castle, e descrita como uma série independente, fora da série que leva até Os Defensores.